# Samuel Selvon
 (novembre 2020).
Si vous disposez d'ouvrages ou d'articles de référence ou si vous connaissez des sites web de qualité traitant du thème abordé ici, merci de compléter l'article en donnant les références utiles à sa vérifiabilité et en les liant à la section « Notes et références ».
Samuel Selvon, (né à San Fernando sur l'île de Trinité le 20 mai 1923 et mort le 16 avril 1994 à Port-d'Espagne) est un écrivain de langue anglaise du XXe siècle.

## Œuvres
- A Brighter Sun (1952)
- A Meap Story (1954)
- An Island is a World (1955)
- The Lonely Londoners (en) (1956)
- Ways of Sunlight (en), recueil de nouvelles (1957)
- Turn Again Tiger (1959)
- I Hear Thunder (1963)
- The Housing Lark (1965)
- The Plains of Caroni (1970)
- Those Who Eat the Cascadura (1972)
- Moses Ascending (1975), L'Ascension de Moïse
- Moses Migrating (1983)
- Foreday Morning (1989)
- Eldorado West One, collected one-act plays (1989)
- Highway in the Sun and Other Plays (1991)